# Adalgis de Thiérache
Adalgis de Thiérache ou saint Adalgis ou saint Algis ou saint Algise, mort le 2 juin 670, est un moine d'origine irlandaise, disciple de saint Fursy de Péronne. Il fut missionnaire en Thiérache et fondateur de paroisses dans le diocèse de Laon en Picardie. Les Églises catholiques et orthodoxes le célèbre le 2 juin,.

## Histoire et tradition
Adalgis s'installa avec ses frères saint Gobain et saint Etton dans la forêt de Thiérache. Ils évangélisèrent dans la région autour d'Arras et de Laon. Le village de Saint-Algis grandit autour du petit monastère qu'il avait fondé.
Vers 970, l'abbé irlandais Forannan fit la translation des reliques de saint Adalgis vers l'abbaye de Saint-Michel.
Adalgis est l'un des frères supposés de saint Wasnon.